# Steinfeld (Oldenburg)
Steinfeld is een gemeente in de Duitse deelstaat Nedersaksen, gelegen in het Landkreis Vechta. De gemeente telt 10.332 inwoners.

## Indeling van de gemeente

De dorpen en gehuchten van Steinfeld (Oldb)

De gemeente bestaat uit tien Ortsteile:
- Baring
- Brokamp-Wieferich
- Düpe
- Harpendorf
- Holthausen
- Lehmden
- Mühlen
- Ondrup
- Schemde
- Steinfeld-Süd
- Steinfeld-Mitte
- Haskamp

## Geografie, infrastructuur
Naburige steden zijn onder andere Bakum, Dinklage en Goldenstedt.
Door de gemeente loopt als belangrijkste hoofdweg de Bundesstraße 214.
Station Steinfeld is een stoptreinstation aan de  spoorlijn Delmenhorst - Hesepe. Deze treinen stoppen ook in het iets verder noordelijk gelegen dorp Mühlen.

## Bezienswaardigheden, sport, recreatie
- Het koetsenmuseum van Steinfeld (op afspraak beperkt geopend; zie de website van de gemeente)
- In het zuiden van de gemeente ligt de heuvelrug Dammer Berge met veel wandelmogelijkheden
- Af en toe vinden in de gemeente evenementen plaats op het gebied van de paardensport en de paardenhouderij. De wereldberoemde springruiter Paul Schockemöhle werd in Mühlen, gemeente Steinfeld, in 1945 geboren. Hij is de jongere broer van Alwin Schockemöhle, ook een succesvol Duits springruiter. De beide broers bezitten in de gemeente nog altijd een stoeterij.
- Het grote, oude vakwerkhuis Lohgerberei (looierij) herbergt het gemeentearchief.
- Watermolen Meyers Mühle in het dorp Mühlen

## Economie
De belangrijkste middelen van bestaan zijn:
- enkele middelgrote en kleine ondernemingen op het gebied van de veeteelt, waaronder twee abattoirs
- enkele kleine plasticfabrieken
- midden- en kleinbedrijf van lokaal belang, de laatste decennia toenemend
- toerisme vanwege het natuurschoon in de omgeving, de laatste decennia toenemend.

## Religie
De bevolking van de gemeente is overwegend traditioneel rooms-katholiek.
Er is een gebruik ontstaan, met palmpasen zeer lange palmpaasstokken, tot wel 13 meter lang, te maken. Deze worden dan op de zondag voor Pasen de kerk in gedragen.

## Afbeeldingen

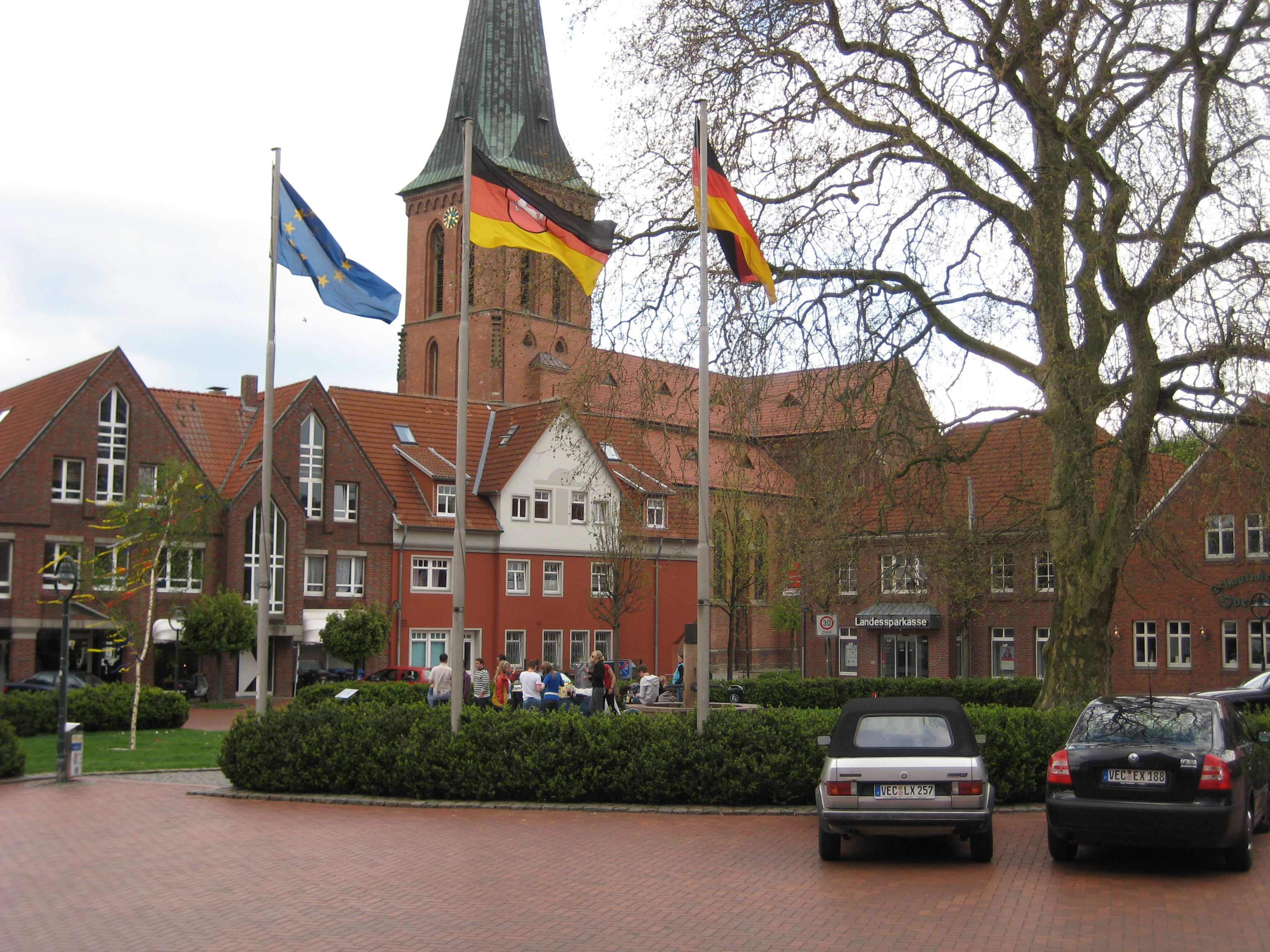
Centrum van Steinfeld
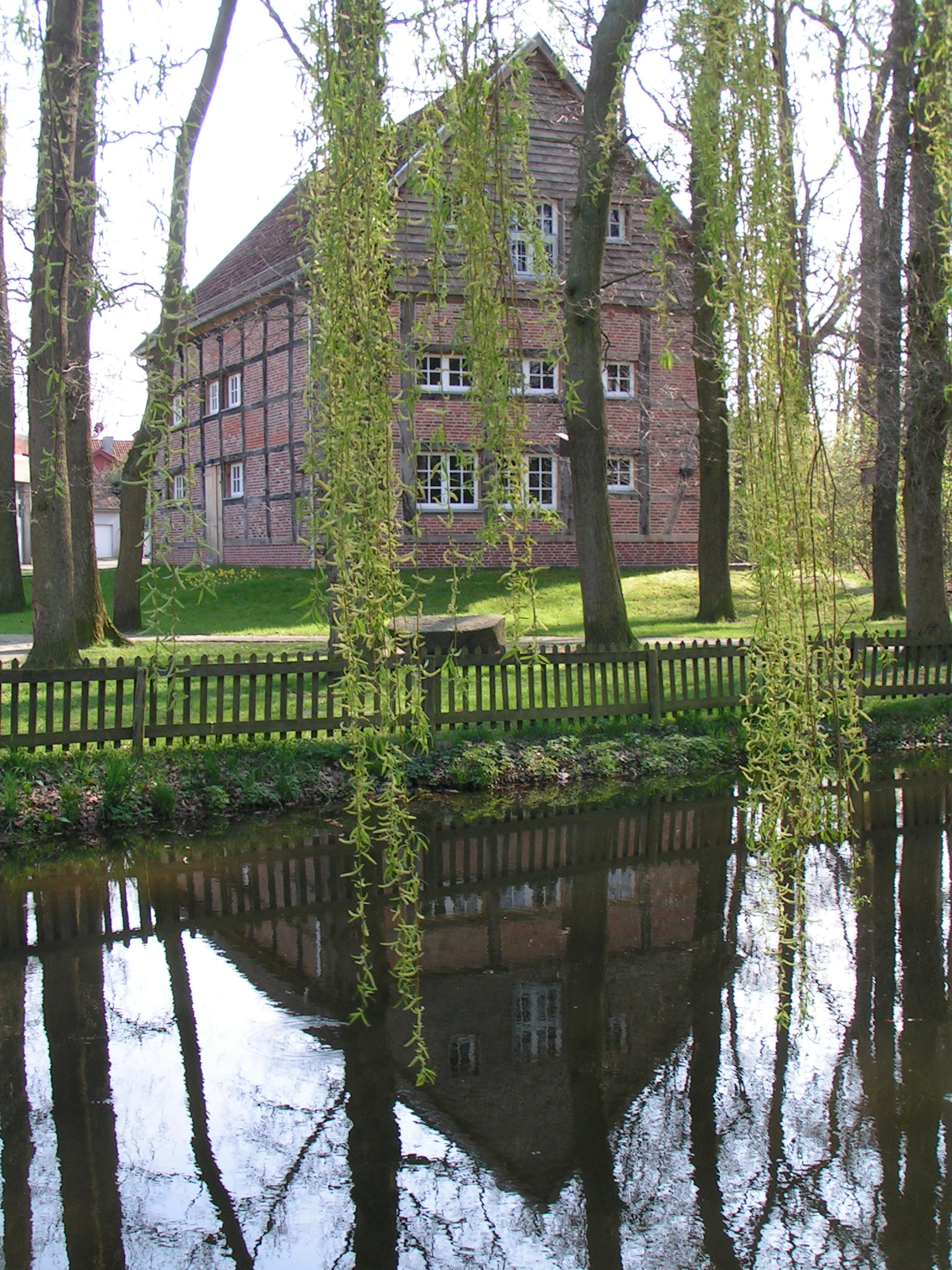
Lohgerberei
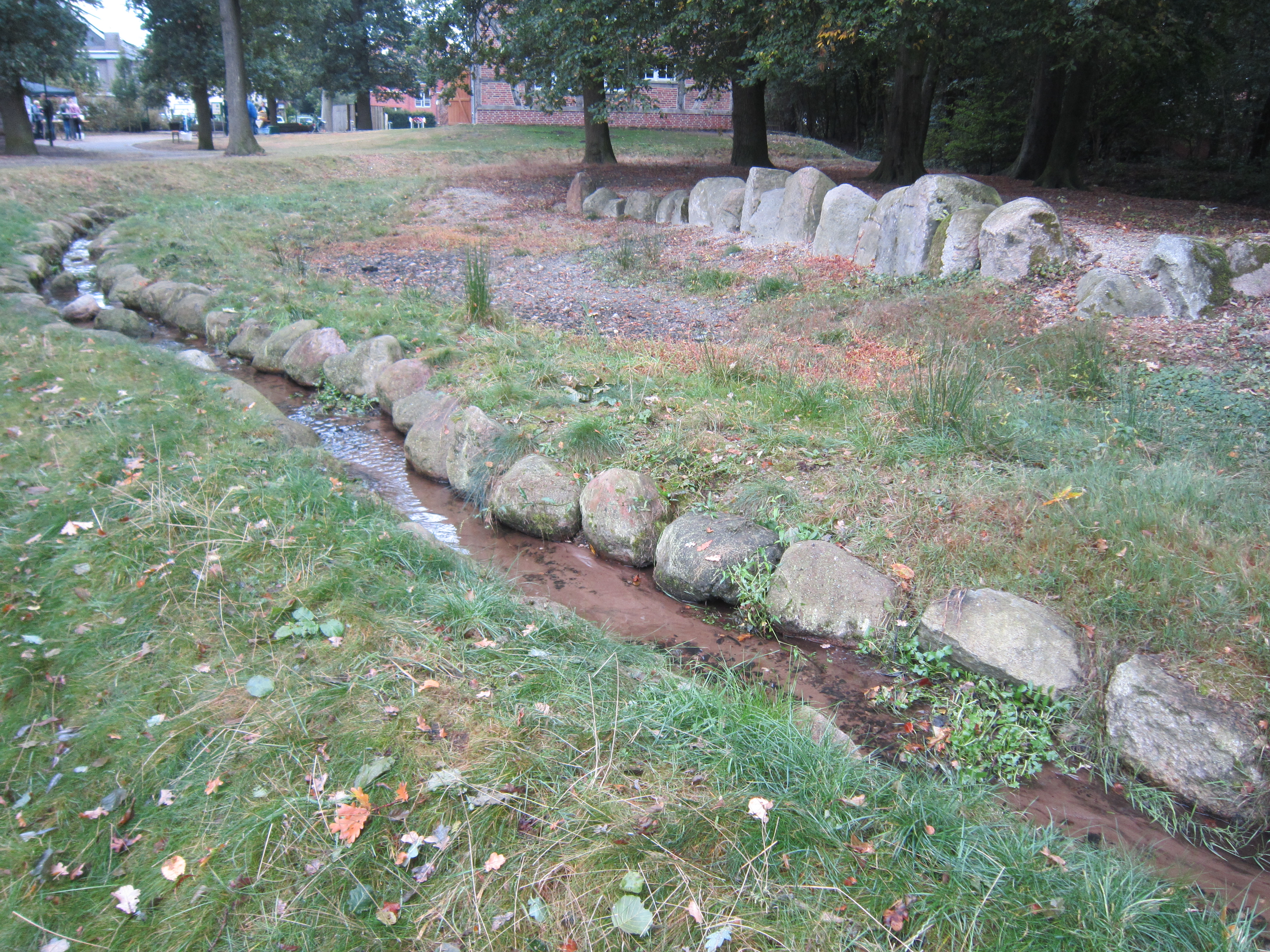
De gereconstrueerde Steinfelder Bach nabij deze looierij
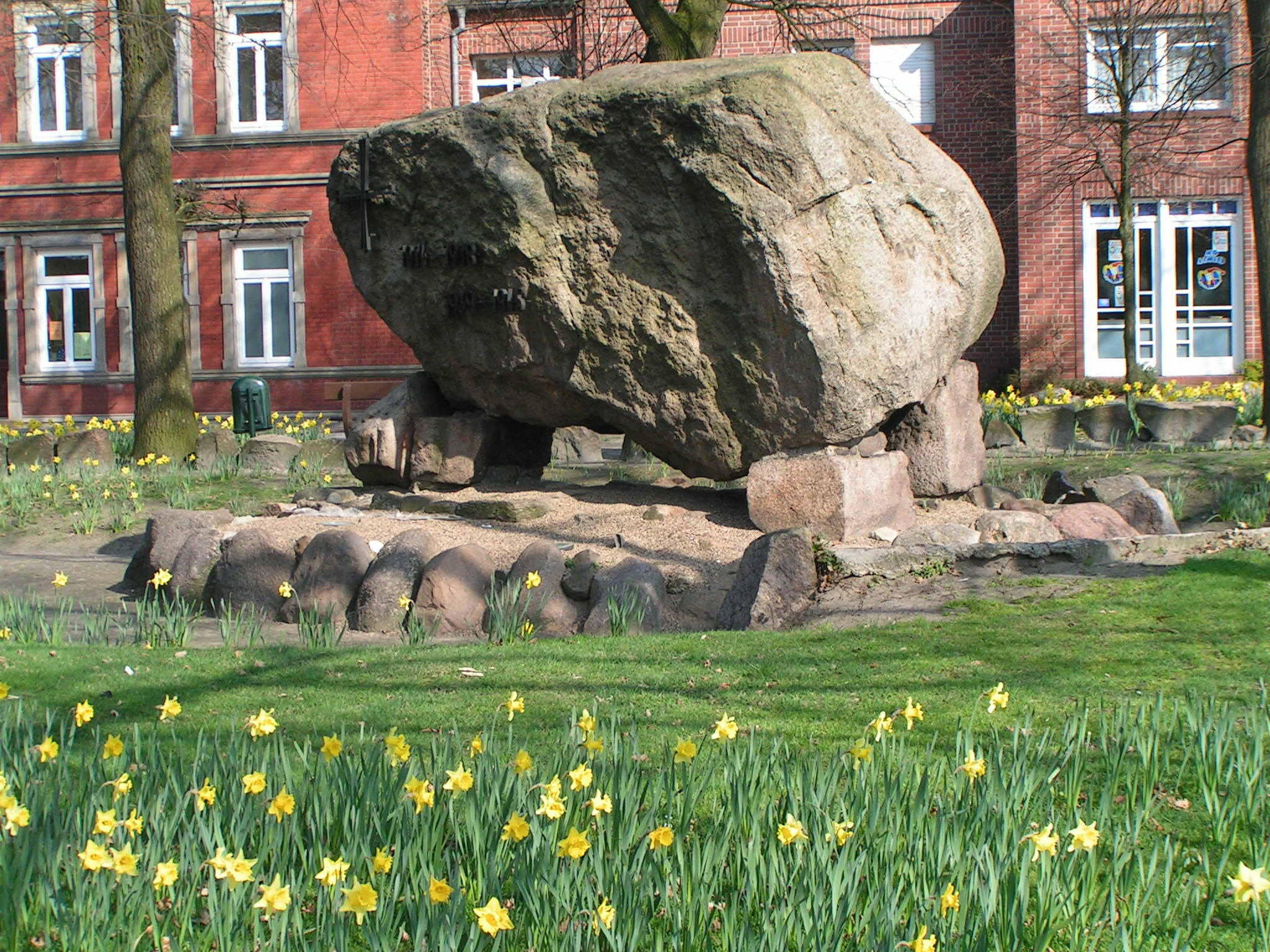
De Dikke Steen
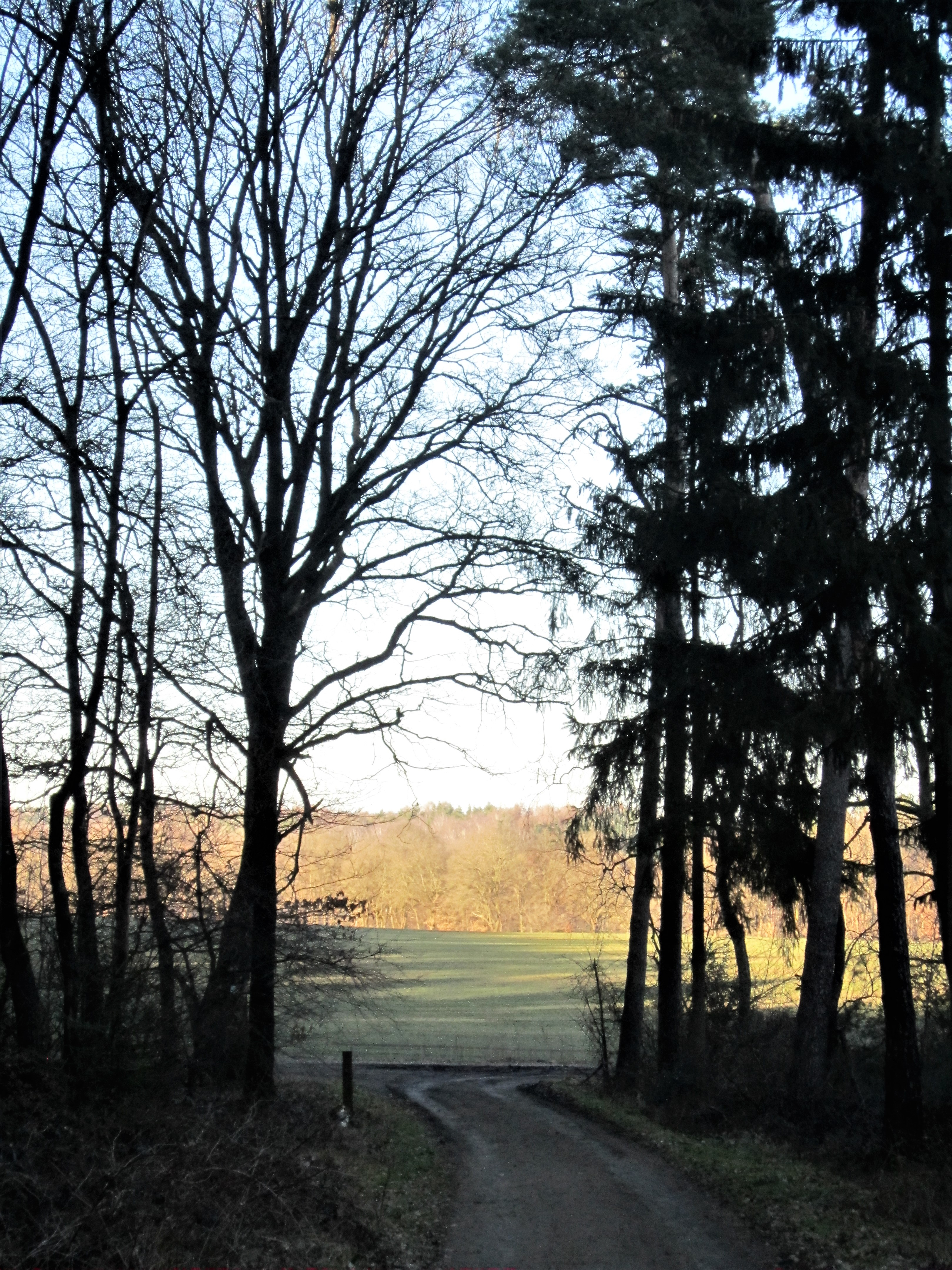
In de Dammer Berge
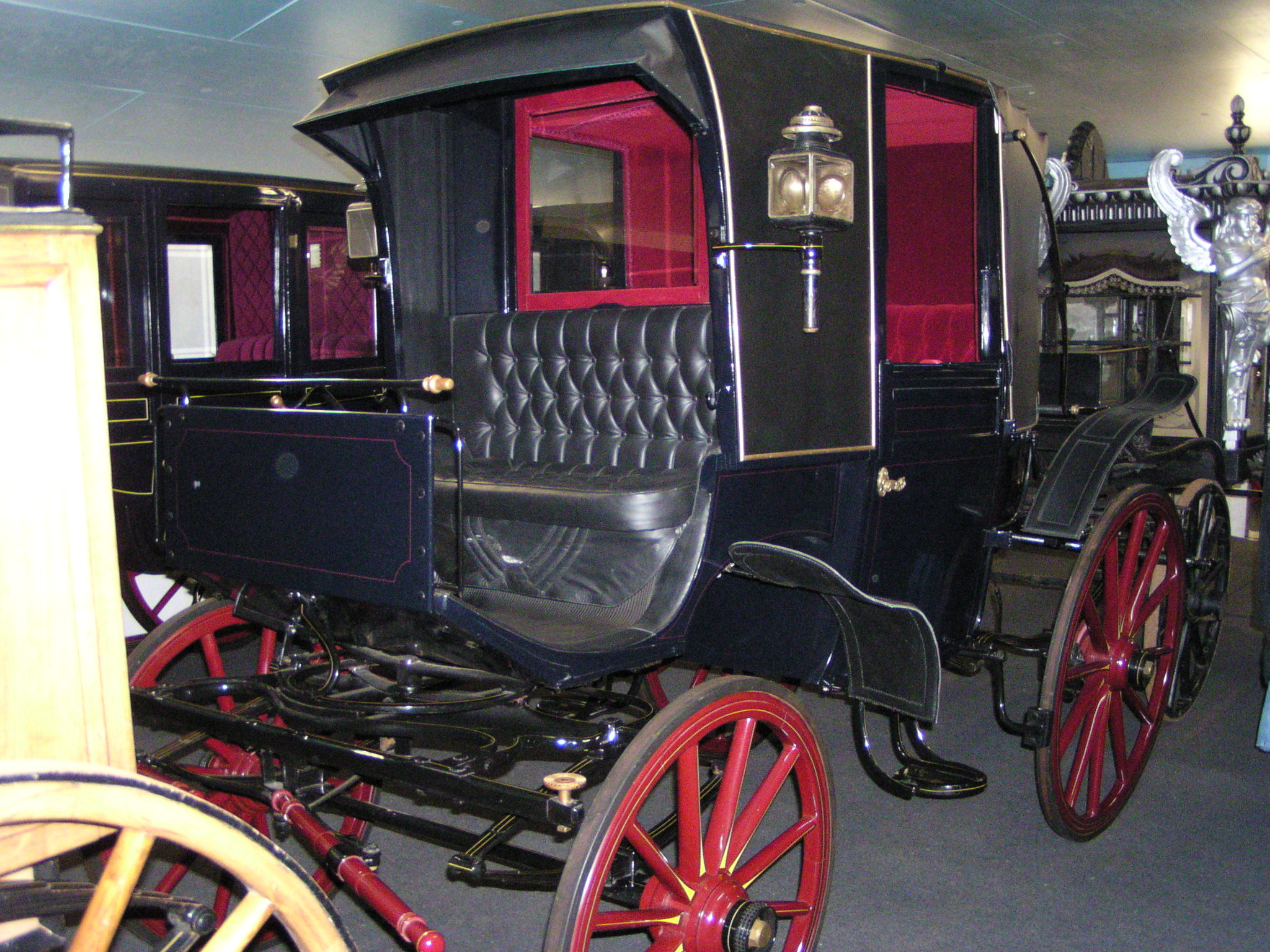
In het koetsenmuseum
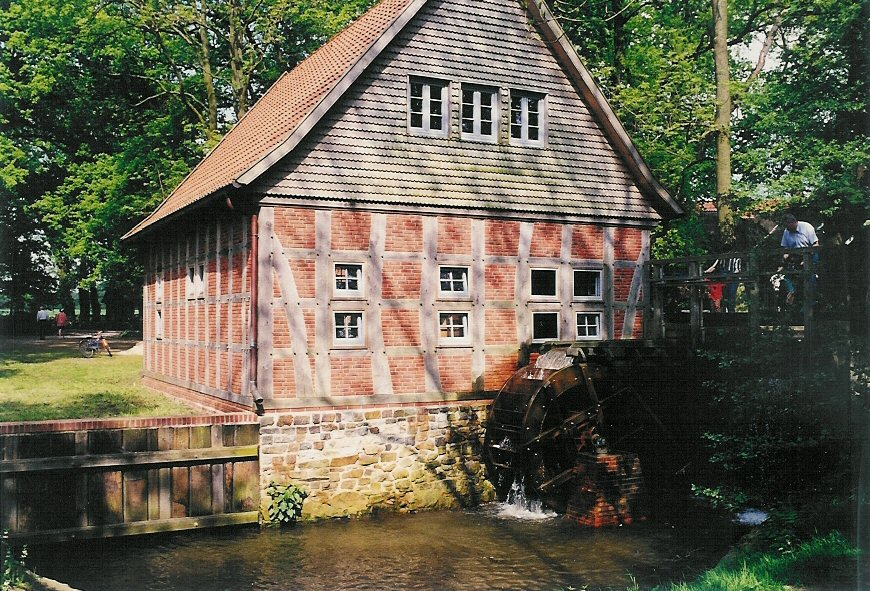
Watermolen Meyers Mühle, Mühlen
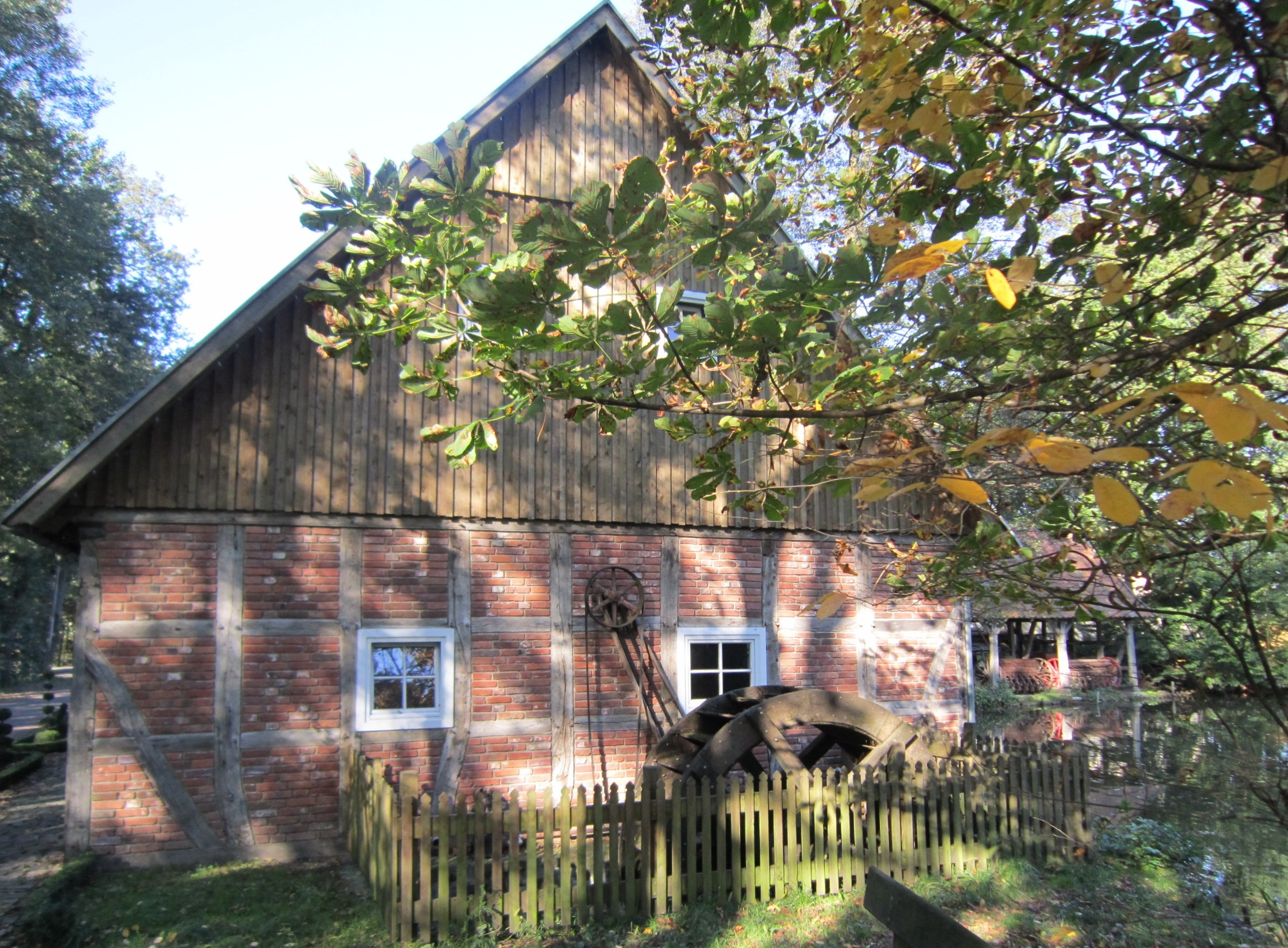
Watermolen Pöhlkings Mühle, Düpe

## Partnergemeente
Er bestaat een jumelage met Jastrowie in Polen.
- Gemeinsame Normdatei: 4138200-6

Bakum · Damme · Dinklage · Goldenstedt · Holdorf · Lohne · Neuenkirchen-Vörden · Steinfeld · Vechta · Visbek